# Xiphocolaptes major
Xiphocolaptes major е вид птица от семейство Furnariidae.

## Разпространение
Видът е разпространен в Аржентина, Боливия, Бразилия и Парагвай.